# Californische stroom

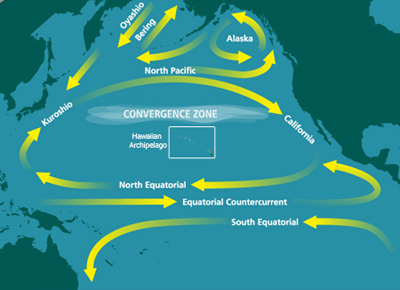
Zeestromen in de Grote Oceaan

De Californische stroom (Engels: California Current) is een zeestroom in de Grote Oceaan, die zuidwaarts beweegt langs de kust van Noord-Amerika, van het zuiden van Brits-Columbia tot het zuiden van Neder-Californië. Het is een van de grote opwellingsgebieden en vormt het oostelijke deel van de Noord-Pacifische gyre, een grote cirkelvormige zeestroom (gyre) in het noorden van de Grote Oceaan. Door de verplaatsing van relatief koud noordelijk water naar het zuiden is het kustwater aan de westkust van de Verenigde Staten kouder dan het water op dezelfde breedtegraad aan de oostkust. Opwelling van koud water uit de diepte zorgt voor een verdere afkoeling. 